# Doutor Ricardo
Doutor Ricardo is een gemeente in de Braziliaanse deelstaat Rio Grande do Sul. De gemeente telt 2.101 inwoners (schatting 2009).